# Eleonora Batthyány-Strattmann
Eleonora hraběnka Strattmann, provdaná  Batthyány (německy Eleonore Gräfin von Batthyány-Strattmann) kolem 29. května 1672 Falc – 24. listopadu 1741 Vídeň) byla vídeňská dvorní dáma a blízká důvěrnice prince Evžena Savojského.

## Životopis

### Původ
Eleonora ze Strattmannu byla dcerou císařského dvorského kancléře Theodora Jindřicha hraběte ze Strattmannu (1637–1693) a jeho první manželky Mechtildy z Mollardu (1640–1684), se kterou se 2. července 1661 v Utrechtu oženil.

### U dvora

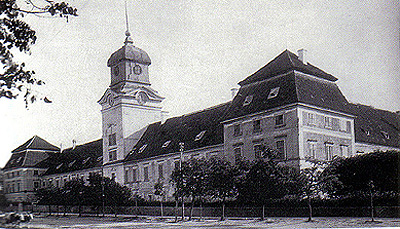
Zámek Rechnitz, Burgenland, tehdy Uhry; zničen v roce 1945

Eleonora se následně stala jednou z nejuznávanějších žen u dvora. Reprezentovala ideu říše a zavázala se k posílení římsko-německého císařství (pod Habsburky). S pomocí dokumentů se jí podařilo odhalit intriku „španělské strany“ proti princi Evženu Savojskému, který byl po svých vítězstvích v roce 1718 udán císaři. Evžen důkaz předložil císaři, aby se zbavil viny a znovu získal své významné postavení u dvora. Poté Evžen a Eleonora zůstali přáteli až do jeho úmrtí v roce 1736. Dokonce ještě večer v den své smrti navštívil „krásnou Lori“, jak se Batthyány-Strattmannové ve Vídni říkalo.
Sídlem hraběnky byl zámek Rechnitz a palác Batthyány ve Vídni, který získala v roce 1718.

### Úmrtí
Eleonora zemřela 24. listopadu 1741 ve Vídni. Její tělo bylo převezeno do Güssingu, kde měla rodina od roku 1524 své rodové sídlo. Tam byla pohřbena v rodinné hrobce Batthyányů.

## Rodina
Eleonora ze Strattmannu se ve Vídni 25. listopadu 1692 provdala za Adama II. Batthyányho (1662–1703). Panství jejího otce, který zemřel roku 1693, bylo sloučeno s majetkem manžela. Pár měl dvě děti:
- 1. Ludvík Arnošt (1696–1765), uherský dvorský kancléř a palatin
- 2. Karel Josef (1697–1772), generál a polní maršál

Adam II. Batthyány zemřel 26. srpna 1703 a poručnictví nad jeho dvěma syny se ujala právě Eleonora Batthyányová.
V roce 1755, 14 let po její smrti, získali synové císařské svolení k užívání zdvojeného příjmení Batthyány-Strattmann pro své potomky, a to s ohledem na dominantní roli jejich matky v dědictví.